# Cefisia

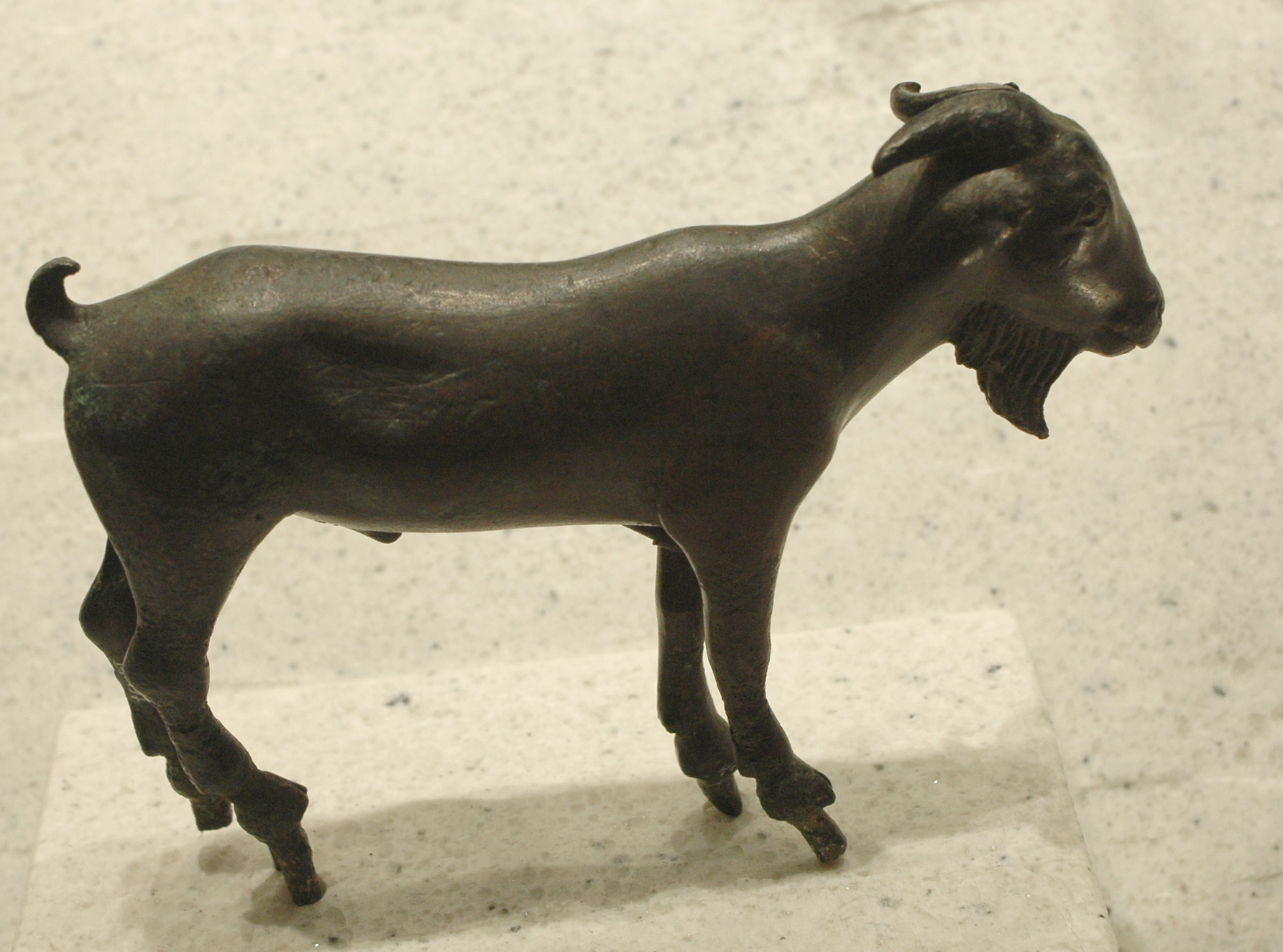
Figura de bronce encontrada en el demo de Cefisia que se puede fechar en torno al Museo del Louvre.

Cefisia (en griego, Κηφισιά) es el nombre de un antiguo demo griego del Ática. 
Estrabón recoge una información de Filócoro según la cual era una de las doce ciudades que el mítico rey Cécrope estableció en el Ática y que más tarde fueron unidas por Teseo en la ciudad de Atenas.
De Cefisia era el célebre poeta del siglo IV a. C. Menandro, y allí tenía una mansión el político del siglo II Herodes Ático.